# Provincia de Copperbelt
La provincia de Copperbelt (en español: provincia del Cinturón de Cobre; 13°00′S 28°00′E / -13.000, 28.000) es una de las diez provincias de Zambia. Es rica en minas de mineral y al sur en áreas granjeras. Su economía tenía gran relevancia para la Rodesia del Norte durante la colonización británica, pero fue severamente dañada por el crac global de los precios del cobre en 1973 y la nacionalización de las minas del mismo mineral por el gobierno de Kenneth Kaunda. La población de la provincia en 2010 era de 1 972 317 habitantes.

## Poblaciones principales
Las mayores ciudades son:
- Kitwe.
- Ndola.
- Mufulira.
- Luanshya.
- Chingola.
- Chililabombwe.

Las carreteras y los trenes se extienden hacia el norte, en el Congo, hasta Lubumbashi. Actualmente se recupera esta vía y las relaciones entre Zambia y Congo, tras el parón sucedido durante la segunda guerra del Congo.

## Áreas naturales
En la provincia no hay parques nacionales, ya que es la zona más urbana e industrial del país.

## Distritos
Copperbelt se divide en 10 distritos:
- Chililabombwe
- Chingola
- Kalulushi
- Kitwe
- Luanshya
- Lufwanyama
- Masaiti
- Mpongwe
- Mufulira
- Ndola

## Geología
El paisaje de Copperbelt está dominado por el Arco de Lufilian, una cadena montañosa formada hace 500 millones de años por la colisión entre dos placas tectónicas continentales, la placa Kalahari y la placa del Congo. Esta colisión fue una de las muchas sucedidas entre hace 700 y 500 millones de años, durante la formación del supercontinente llamado Gondwana.
Esta colisión removió metales, hoy base de los sedimentos acumulados entre las dos placas y encontrados estratificados en bandas o a lo largo de fracturas, fallas o sin estructura aparente.